# Возвышенский сельский округ (район имени Габита Мусрепова)
Возвышенский сельский округ (каз. Возвышен ауылдық округі) — административная единица в составе района имени Габита Мусрепова Северо-Казахстанской области Казахстана. Административный центр — село Возвышенка.
Население — 1162 человека (2009, 1766 в 1999, 2368 в 1989).

## История
Возвышенский сельский совет образован указом Президиума Верховного Совета Казахской ССР 9 ноября 1972 года. 24 декабря 1993 года решением главы Кокчетавской областной администрации образован Возвышенский сельский округ.
В состав сельского округа вошла часть территории ликвидированного Боровского сельского совета (сёла Брилёвка, Куйган, Чернозубовка), а село Берёзовка было передано в состав Рузаевского сельского совета.

## Состав
В состав округа входят такие населенные пункты:
| Населенный пункт   | Население, человек (1989) | Население, человек (1999) | Население, человек (2009) |
| ------------------ | ------------------------- | ------------------------- | ------------------------- |
| Брилёвка, село     | 182                       | 99                        | 51                        |
| Возвышенка, село   | 769                       | 580                       | 408                       |
| Григорьевка, село  | 205                       | 186                       | 62                        |
| Куйган, село       | 146                       | 145                       | 61                        |
| Стерлитамак, село  | 178                       | 107                       | 74                        |
| Чернозубовка, село | 888                       | 649                       | 506                       |